# Eliza Pareńska

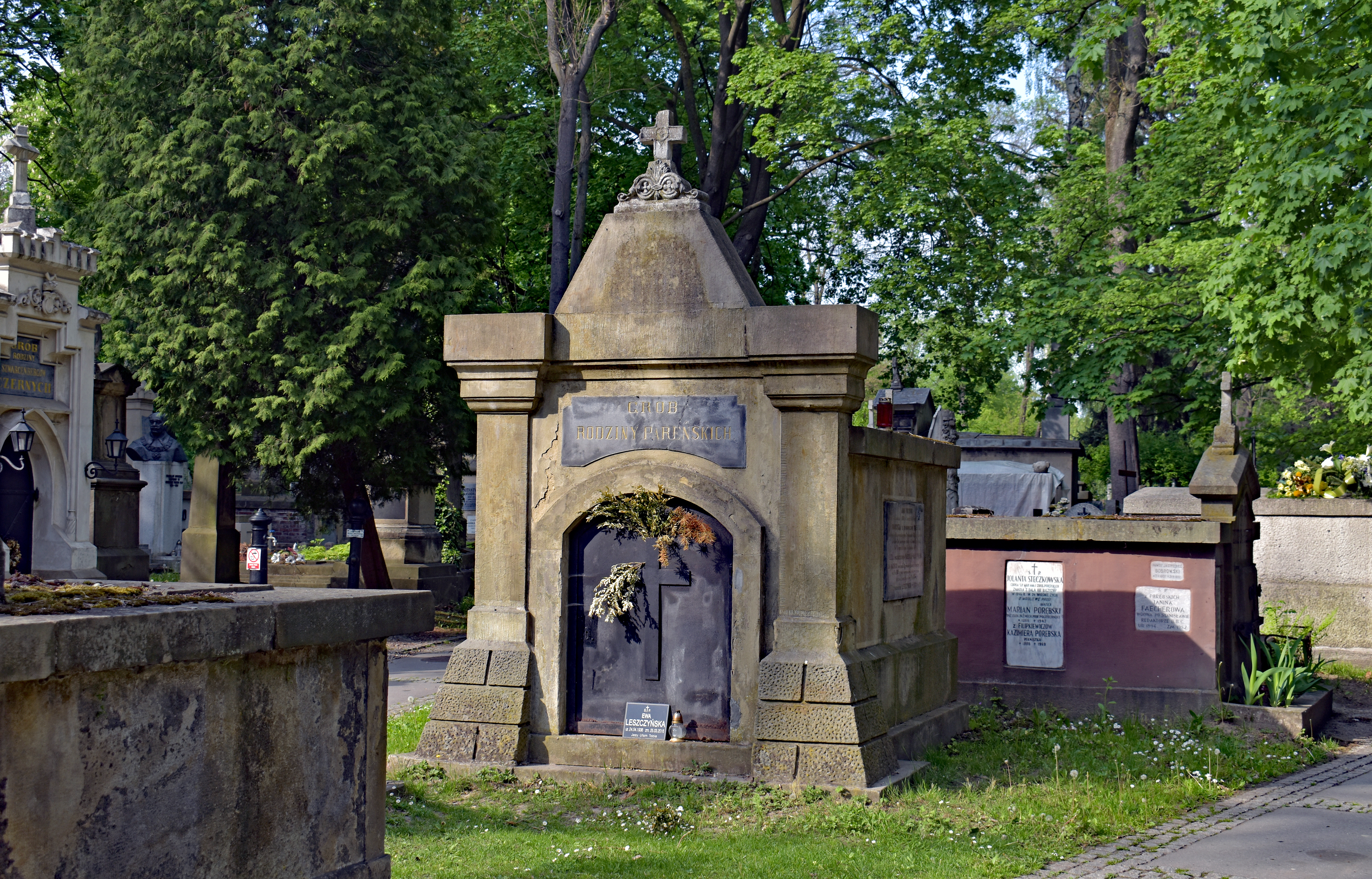
Grobowiec Pareńskich na cmentarzu Rakowickim

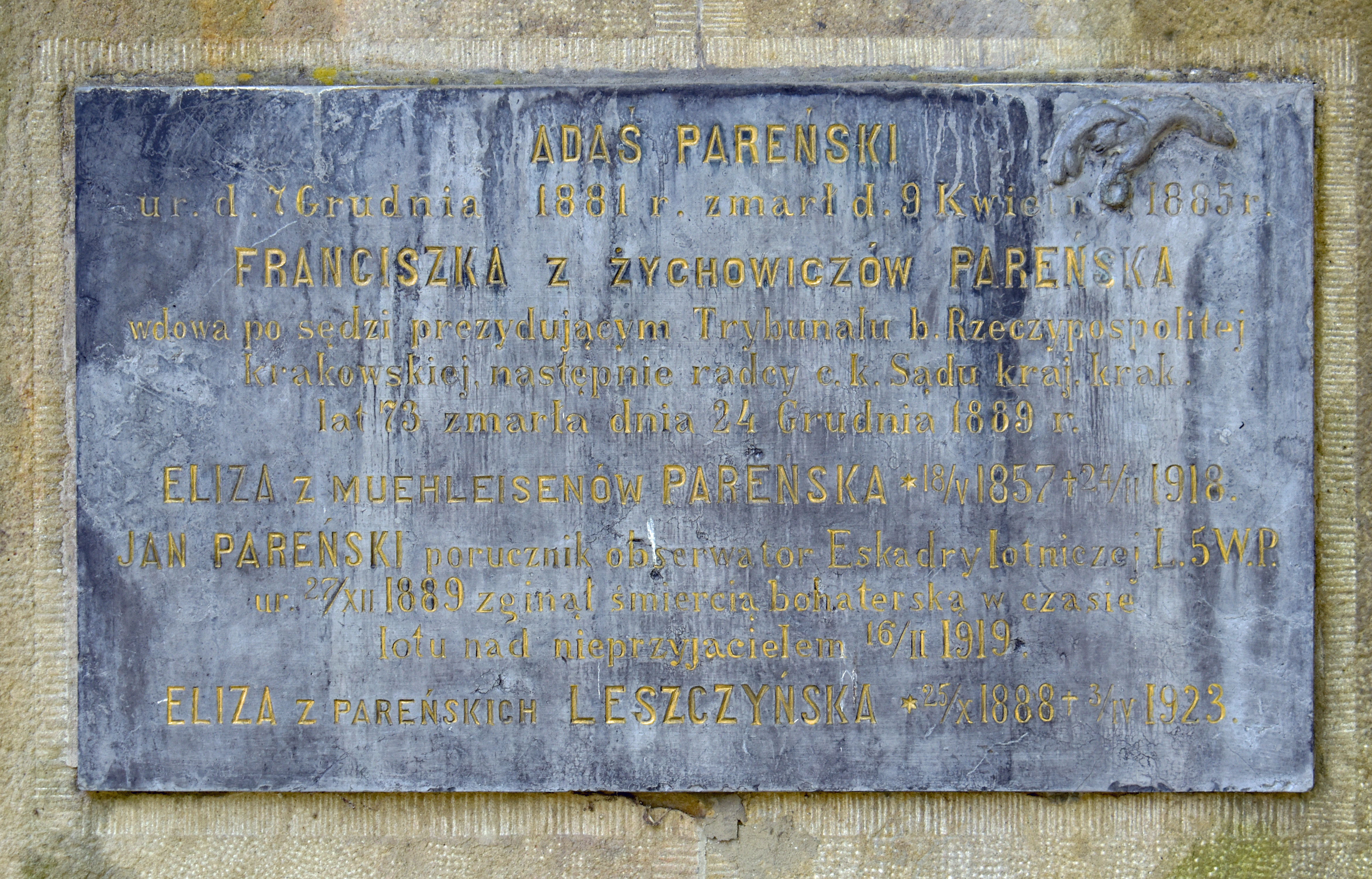
Tablica Elizy Pareńskiej

Eliza Pareńska (ur. 25 października 1888 r. w Krakowie, zm. 3 kwietnia 1923 r. tamże) – żona Edwarda Leszczyńskiego, jedna z najbardziej znanych muz okresu Młodej Polski.

## Życiorys
Urodzona 25 października 1888 r. w Krakowie, miała dwie siostry (Marynę i Zofię) i braci Adama (1881-1885) i Jana (1889-1919), była przedostatnia z pięciorga rodzeństwa. Jej ojcem był lekarz Stanisław Pareński, a matka Eliza z domu Mühleisen (zapis na tablicy na grobie: Mueleisen) prowadziła znany w Krakowie salon, w którym bywali młodopolscy artyści. Od dziecka nie cieszyła się dobrym zdrowiem, odczuwała także lęk przed interakcjami społecznymi, który już w dzieciństwie uśmierzała alkoholem. Uczęszczała do prestiżowego prywatnego Gimnazjum Żeńskiego im. Emilii Plater, jednak po wyjściu za mąż obu sióstr w 1904 r. przeżyła załamanie nerwowe i odtąd kontynuowała naukę w ramach indywidualnego toku nauczania. W tym też okresie uzależniła się od morfiny, którą uśmierzała swoje złe samopoczucie.
Jej mężem został poeta Edward Leszczyński, którego poślubiła 18 stycznia 1910 r. w Krakowie. Małżeństwo było udane, ale szybko zaczęło się psuć. Para doczekała się syna Witolda (ur. 1912 r.).
W 1916 r. przeszła terapię odwykową w Davos. Po śmierci rodziców mieszkała z mężem i synem w odziedziczonej rezydencji, ale po śmierci męża (1921 r.) sprzedała pałac. Brak umiejętności zarządzania pieniędzmi doprowadził do szybkiej utraty oszczędności i dalszego uzależnienia od narkotyków. W grudniu 1922 r. trafiła na terapię odwykową w Arlesheim, która trwała trzy miesiące. Pomimo udanego przebiegu terapii przeszła załamanie nerwowe po powrocie do kraju i popełniła samobójstwo poprzez strzał w głowę 3 kwietnia 1923 r. Pochowana została na cmentarzu Rakowickim w Krakowie (kwatera O).
Pareńska wielokrotnie pozowała malarzom bywającym w salonie rodziców, najsłynniejsze są prace Stanisława Wyspiańskiego: portret wśród pelargonii z 25 maja 1905 r. (znane są trzy wersje, w tym jedna w Muzeum Narodowym w Kielcach i dwie w zbiorach prywatnych) i Portret podwójny Elizy Pareńskiej z 26–27 maja 1905 r.